# Dave Salvian
David Clifford „Dave“ Salvian (* 16. September 1955 in Toronto, Ontario) ist ein ehemaliger kanadischer Eishockeyspieler, der im Verlauf seiner aktiven Karriere zwischen 1972 und 1980 unter anderem 369 Spiele für die Fort Worth Texans und Dallas Black Hawks in der Central Hockey League (CHL) auf der Position des rechten Flügelstürmers bestritten hat. Darüber hinaus absolvierte Salvian, der mit den Fort Worth Texans im Jahr 1978 den Adams Cup gewann, während der Stanley-Cup-Playoffs 1977 eine Partie für die New York Islanders in der National Hockey League (NHL).

## Karriere
Salvian verbrachte seine Juniorenzeit zwischen 1972 und 1975 bei den St. Catharines Black Hawks in der Ontario Hockey Association (OHA) bzw. Ontario Major Junior Hockey League (OMJHL). In diesem dreijährigen Zeitraum bestritt der Flügelspieler insgesamt 175 Partien für das Team und sammelte dabei 213 Scorerpunkte. Seine 92 Punkte in 58 Einsätzen in der Spielzeit 1974/75 bescherten ihm eine Berufung ins Second all-Star Team der Liga. Anschließend wurde der Stürmer sowohl im NHL Amateur Draft 1975 in der zweiten Runde an 29. Stelle von den New York Islanders aus der National Hockey League (NHL) als auch im WHA Amateur Draft 1975 in der vierten Runde an 33. Position von den Houston Aeros aus der zu dieser Zeit mit der NHL in Konkurrenz stehenden World Hockey Association (WHA) ausgewählt.
Im Sommer 1975 wechselte der Kanadier in die Organisation der New York Islanders, spielte die folgenden vier Spielzeiten bis in die Saison 1978/79 hinein aber ausschließlich für deren Farmteam, die Fort Worth Texans, in der Central Hockey League (CHL). Mit den Texans gewann er am Ende der Saison 1977/78 den Adams Cup. Für die Islanders kam Salvian in diesem Zeitraum lediglich im Verlauf der Stanley-Cup-Playoffs 1977 in einer Partie zum Einsatz. Nachdem der Angreifer das Spieljahr 1978/79 in Diensten der Fort Wayne Komets aus der International Hockey League (IHL) beendet hatte, lief er in der Saison 1979/80 wieder in der CHL, allerdings für die Dallas Black Hawks auf. Nach der Saison beendete der 24-Jährige seine Karriere als Aktiver frühzeitig.

## Erfolge und Auszeichnungen
- 1975 OMJHL Second All-Star Team
- 1978 Adams-Cup-Gewinn mit den Fort Worth Texans

## Karrierestatistik
(Legende zur Spielerstatistik: Sp oder GP = absolvierte Spiele; T oder G = erzielte Tore; V oder A = erzielte Assists; Pkt oder Pts = erzielte Scorerpunkte; SM oder PIM = erhaltene Strafminuten; +/− = Plus/Minus-Bilanz; PP = erzielte Überzahltore; SH = erzielte Unterzahltore; GW = erzielte Siegtore; 1 Play-downs/Relegation; Kursiv: Statistik nicht vollständig)